# Rai 2
Rai Due – włoski kanał telewizyjny, drugi program włoskiego nadawcy publicznego RAI. Działa od 4 listopada 1961 roku. W Polsce jest dostępny w niekodowanym przekazie satelitarnym z satelity Hot Bird.

## Seriale emitowane na RAI 2
- Agenci NCIS
- Agenci NCIS: Los Angeles
- Anatomia prawdy
- Bates Motel (serial telewizyjny)
- Bez śladu
- Castle (serial telewizyjny)
- Córki McLeoda
- Czarodziejki
- Dotyk anioła
- Dowody zbrodni
- Dwóch i pół
- Elementary
- Kobra – oddział specjalny
- Krok od domu
- Komisarz Rex
- Nasz Charly
- Pasión Prohibida
- Morski patrol
- Pod kopułą (serial telewizyjny)
- Z boską pomocą
- Zabójcze umysły
- Zaklinacz dusz
- Zaprzysiężeni
- Żona idealna
- Komisarz Alex